# 紀大磐
紀 大磐（き の おいわ、生没年不詳）は、古墳時代（5世紀後半）の豪族・紀氏の一人。紀小弓の子。『尊卑分脈』によれば紀男麻呂、紀小足の父。名は生磐とも書く。

## 記録
雄略天皇9年（465年）5月、父が雄略天皇の命を受けての新羅との交戦中に、病死したと聞いて、百済に向かうが、横暴な振る舞いによって小弓の後に大将として権力を握っていた小鹿火宿禰を怒らせてしまう。小鹿火は、蘇我韓子を唆し、彼を暗殺しようとしたが、韓子は返り討ちにされ、小鹿火も、帰還の際、角国に留まってしまうことになる。このとき生磐も一時帰国していた。
その後、顕宗天皇3年（487年）、再び朝鮮に渡り、任那を掌握して高句麗と結び、三韓（朝鮮南部）の王となろうとして政府機構を整備、君号を「神聖」と名乗った。任那の左魯・那奇他甲背たちが計略を担当して、百済人を殺害し、道や港を塞ぐため帯山城を築き、百済軍を兵糧攻めにして苦しめた。それに激怒した百済王は将軍の古爾解らが率いる兵を差し向けたが、生磐の猛攻にあって敗北。生磐の軍は向かうところ敵なしの状態で快進撃を続けたが、その年のうちに突然倭国に帰国した。残された百済では左魯・那奇他甲背をはじめ300人近くを処刑した。
『日本書紀』欽明天皇2年秋7月条では、聖明王が新羅に通じた任那日本府の河内直・移那斯・麻都を批難した際に、その先祖とされる那干陀甲背と「爲哥可君（百濟本記云、爲哥岐彌、名有非岐）」が百済を苦しめたという話が登場するが、上記の『日本書紀』顕宗天皇3年是歳条の記述や、『日本書紀』の北野本では爲哥可君の別名である「有非岐」が「有非跛（ウヒハ）」と記されていることから、爲哥可君は紀大磐であるとする説が存在する。
『日本書紀』欽明天皇2年7月条に表れる紀弥麻沙（紀臣奈率彌麻沙）の父であるとする説が存在する。